# Montgomery (Nowy Jork)
Montgomery – miasto w Stanach Zjednoczonych, w stanie Nowy Jork, w hrabstwie Orange.